# Encyclopedia of Life
Encyclopedia of Life (EOL) – współtworzona przez fachowców, anglojęzyczna, internetowa bezpłatna encyklopedia, której zadaniem jest zebranie informacji o wszystkich opisanych przez naukę gatunkach. Encyklopedia rozpoczęła swoje działanie 26 lutego 2008 r. z 30 000 haseł. Olbrzymie zainteresowanie (11,5 mln trafień w ciągu 5,5 godz.) spowodowało przeciążenie serwisu i konieczne było przez kilka dni ograniczenie jego funkcjonalności.
Celem projektu jest stworzenie nieograniczonej w swoich rozmiarach bazy danych o wszystkich znanych organizmach żywych, która będzie zawierać nie tylko informacje tekstowe, ale także materiały wideo, pliki dźwiękowe, zdjęcia i ilustracje.
W pierwszej kolejności miały być opisane zwierzęta i rośliny. Encyklopedia ma też objąć opisy grzybów, organizmów prokariotycznych, wirusów, a także gatunków wymarłych (oraz ich skamielin).
W założeniach projekt miał kosztować ok. 100 mln USD, a jego realizacja była obliczona na ok. 10 lat.
Encyclopedia of Life tworzy ekipa około 30 osób, która kierowana jest przez Muzeum Historii Naturalnej w Chicago, Uniwersytet Harvarda, Marine Biological Laboratory, Missouri Botanical Garden, Smithsonian Institution oraz Biodiversity Heritage Library.